# (35510) 1998 FF47
1998 FF47 (asteroide 35510) é um asteroide da cintura principal. Possui uma excentricidade de 0.21960330 e uma inclinação de 12.80679º.
Este asteroide foi descoberto no dia 20 de março de 1998 por LINEAR em Socorro.